# 33897 Erikagreen
33897 Erikagreen este o planetă minoră (asteroid) din centura de asteroizi. A fost descoperită pe 27 mai 2000 la Experimental Test Site⁠(d) de Lincoln Near-Earth Asteroid Research. 
Obiectul prezintă o orbită caracterizată de o semiaxă mare de 2,3661182 UAi, o excentricitate de 0,15, o înclinație de 7,11929 ° în raport cu ecliptica.